# Milli Vanilli
 (juin 2019).
Si vous disposez d'ouvrages ou d'articles de référence ou si vous connaissez des sites web de qualité traitant du thème abordé ici, merci de compléter l'article en donnant les références utiles à sa vérifiabilité et en les liant à la section « Notes et références ».
Milli Vanilli est un duo musical composé de Fabrice Morvan et Robert Pilatus.

## Biographie

### Débuts
En 1987, Robert Pilatus participe au concours de l'Eurovision avec le groupe Wind sous le drapeau de l'Allemagne avec le titre Lass die Sonne in dein Herz. Il rencontre Fabrice Morvan dans les rues de Munich, avec lequel il sympathise ; ils fondent le groupe Empire Bizarre qui produit un single commercialisé en Allemagne : Dansez.
En 1988, ils attirent l'attention du producteur allemand Frank Farian qui les produit sous le nom de Milli Vanilli. Derrière ce nom et ces deux hommes se cachent en fait une habile supercherie. Frank Farian fait appel à plusieurs chanteurs américains pour enregistrer l'ensemble de leurs titres, afin que Rob et Fab chantent en playback sur ces voix.
Fabrice Morvan, ancien sportif de haut niveau, est né le 14 mai 1966 dans le 12e arrondissement de Paris, en France.
Robert « Rob » Pilatus, musicien et chanteur, est né le 8 juin 1965 à New York mais grandit à Munich dans une famille adoptive.

### Apogée
À la fin des années 1980 et au début des années 1990, le groupe Milli Vanilli est un véritable phénomène : chaque concert se joue à guichets fermés, chaque apparition publique déclenche une vague d'enthousiasme extrême voire d'émeute. En 1990, ils obtiennent le Grammy Award de la meilleure révélation. Le seul album Girl You Know It's True se vend à 10 millions d'exemplaires (sept fois disque de platine). Au total, le groupe vend près de 30 millions de disques.

### Scandale et déclin
Le 21 juillet 1989, pendant un concert au Lake Compounce Amusement Park de Bristol, Connecticut (États-Unis), la bande magnétique sur laquelle les chanteurs  interprètent Girl You Know It's True dérape. Les spectateurs présents ce soir-là ne réalisent pas vraiment que le groupe chantait en playback sur scène et que la voix des deux chanteurs ne correspondait pas au titre original. Ce sont finalement les journalistes couvrant l'événement qui se sont mis à douter du groupe.
Le deuxième album est enregistré et finalisé au printemps 1990. À l'automne sort le premier single, Keep on Running. Peu après, sous la pression de Rob & Fab qui refusent de participer à la promotion du nouvel album si leurs propres voix ne sont pas enregistrées, Farian, leur producteur, avoue toute la vérité sur Milli Vanilli lors d'une conférence de presse, à savoir que Rob et Fab n'ont jamais chanté un seul de leurs tubes, mais qu'il s'est servi des voix, entre autres, de Brad Howell (en), John Davis, Charles Shaw (en), Linda Rocco et Jodie Rocco. L'imposture est enfin exposée aux yeux et aux oreilles de tous.
Robert Pilatus prend spontanément la décision de restituer leur Grammy Award. Le groupe doit faire face au désenchantement du public ainsi qu'à une procédure judiciaire aux États-Unis. Ils deviennent dès lors la risée du milieu musical. En réalité, la conférence de presse donnée pour restituer le Grammy Award avait été soigneusement orchestrée par le nouveau manager de Milli Vanilli : d'excellents coaches de chant avaient été dépêchés pour montrer que Morvan et Pilatus auraient été capables de chanter eux-mêmes. Ainsi, lors de la conférence du 20 novembre 1990, le coach vocal Seth Riggs, de renommée mondiale, atteste que le duo est tout à fait capable de chanter lui-même. La séquence d'entraînement vocal est filmée en studio et sciemment intégrée au plaidoyer.
À la dernière minute, Farian décide de changer la couverture de l'album. Au lieu de présenter Morvan et Pilatus, il présente les vrais chanteurs et réintitule l'album The Moment Of Truth. Toutefois, l'artiste graphiste qui effectue le changement oublie de mettre à jour la couverture de l'album, de sorte que le deuxième album porte encore la mention Milli Vanilli - Keep on Running.
L'album, qui sort en Europe au début de l'année 1991, donne lieu à trois singles, Keep on Running , Nice'n Easy et Too Late (True Love). Ray Horton figure sur la couverture et chante quatre titres. Participent en outre les rappeurs Icy Bro sur Hard As Hell et Tammy T sur Too Late (True Love). Diane Warren - écrit la chanson, When I Die, reprise par plusieurs autres artistes, dont Farian, le No Mercy (en).
Pour le marché américain, Farian choisit d'éviter toute association avec Milli Vanilli et réenregistre la majorité des titres avec la voix de Ray Horton. Un nouveau groupe naît, Try'N'B, et signe en 1992 chez RCA. L'album comprend trois titres de plus que celui des Milli Vanilli : Ding Dong, Who Do You Love, et un remake de Dr Hook intitulé Sexy Eyes. L'album se vend ainsi sous le nom de « Try'N'B » en Amérique et fait ensuite une sortie internationale.
Pendant ce temps, Morvan et Pilatus enregistrent un titre Don't Give Up the Fight, qu'ils chantent en direct à la télévision allemande, puis ils emménagent à Los Angeles et signent chez Joss Entertainment Group, où ils enregistrent leur album suivant sous le nom Rob & Fab. Presque toutes les chansons sur l'album sont écrites par Kenny Taylor et Fabrice Morvan, tandis que Morvan et Pilatus fournissent les voix. En raison des contraintes financières, Joss Entertainment Group n'a produit l'album qu'aux États-Unis, le marché le plus difficile pour les Milli Vanilli. Un single, We Can Get It On, est mis à la disposition des stations de radio peu avant la publication de l'album. Toutefois, le manque de publicité, une mauvaise distribution et le scandale entourant Milli Vanilli en font un échec commercial.

### Tentative de retour et mort de Pilatus
Désireux de se refaire une carrière et une réputation après cette série de revers, ils persuadent Farian en 1997 de produire un nouvel album de Milli Vanilli avec cette fois les voix de Morvan et Pilatus. Cet accord débouche en 1998 sur l'enregistrement de Back and in Attack.
Cependant, Pilatus se débat avec un certain nombre de problèmes personnels au cours de la production du nouvel album. Il est retombé dans la drogue et la délinquance, commettant une série de vols à main armée et doit effectuer une peine de prison de trois mois en Californie. Farian lui vient financièrement en aide, lui offrant six mois de désintoxication et un billet d'avion pour l'Allemagne. À la veille de la sortie du nouvel album et de la tournée promotionnelle, le 2 avril 1998, Pilatus est retrouvé mort dans un hôtel de Francfort-sur-le-Main. Le décès est dû, selon des informations d'Associated Press, à l'absorption d'un mélange d'alcool et de comprimés. Il est âgé de 32 ans.

### Renaissance de Fabrice Morvan
Morvan fait alors pendant quelques années une carrière de musicien indépendant, tout en reprenant sérieusement sa formation musicale. En 1998, il est engagé comme disc jockey par la célèbre station de radio KIIS-FM de Los Angeles. En 1999, Il participe au concert du festival Wango Tango, organisé par cette même station de radio, concert qui se joue à guichets fermés devant 50 000 personnes au stade Dodger de Los Angeles.
En 2000, il paraît dans un documentaire réalisé par la BBC sur le groupe Milli Vanilli, et sur la chaine VH1 dans un épisode de Behind the Music. Il passe l'année 2001 en tournée, et en 2002, il est le premier artiste à se produire lors du concert d'inauguration d'une nouvelle salle de l'hôtel Hard Rock Café à Orlando, en Floride.
En 2003, Morvan produit son premier album solo, Love Revolution. Produisant, enregistrant, écrivant et chantant tous les titres, il fait un retour que le magazine HITS décrit en ces termes : « un début en solo qui mêle à un pop rock impeccablement exécuté les rythmes irrésistibles des Caraïbes, une renaissance remarquable qui mérite qu'on l'écoute et qu'on l'adopte. »
En 2010, Fabrice Morvan enregistre de nouvelles chansons R&B pour son deuxième album solo Roll, qui sont disponibles sur son profil Myspace.
Le premier single de son deuxième album solo, Anytime, est disponible sur iTunes depuis le 14 avril 2011.
En 2012, en parallèle de sa carrière solo, il fait partie du groupe Fabulous Addiction, dont le style de musique s'approche de la house progressive.
En 2017, Fabrice Morvan chante sur scène le titre Girl I'm Gonna Miss You en duo avec John Davis, lors du festival Hessentag (Allemagne).
En 2018, il chante sur scène le titre Blame It on the Rain en solo lors du festival Bevrijdings à La Haye (Pays-Bas).

## Discographie
| Année | Titre                         | Band Name              | Label                        | Notes                                     |
| ----- | ----------------------------- | ---------------------- | ---------------------------- | ----------------------------------------- |
| 1988  | All or Nothing                | Milli Vanilli          | Hansa/BMG                    | Distribué seulement en Europe             |
| 1989  | Girl You Know It's True       | Milli Vanilli          | Arista                       | Six fois disque de platine aux États-Unis |
| 1990  | The Remix Album               | Milli Vanilli          | Arista                       | Disque d'or aux États-Unis                |
| 1990  | The Hits That Shook The World | Milli Vanilli          | Hansa/BMG                    | Album de promotion                        |
| 1991  | The Moment of Truth           | The Real Milli Vanilli | BMG                          | Distribué seulement en Europe             |
| 1993  | Rob & Fab                     | Rob & Fab              | Joss Entertainment           | Distribué seulement aux États-Unis        |
| 1998  | Back and in Attack            | Milli Vanilli          |                              | Album studio (non commercialisé)          |
| 2003  | Love Revolution               | Fabrice Morvan         | Elixir                       |                                           |
| 2007  | Milli Vanilli Greatest Hits   | Milli Vanilli          | Sony BMG Music Entertainment |                                           |
| 2011  | Four Hits                     | Milli Vanilli          | Sony BMG Music Entertainment |                                           |

## Singles
| Année | Titre                       | US Hot 100 | Top50 français | UK singles | German singles | Schweizer Hitparade | Top40 Austria | Tokyo Hot 100 | Top Dutchcharts | Top Spanishcharts | Album                   |
| ----- | --------------------------- | ---------- | -------------- | ---------- | -------------- | ------------------- | ------------- | ------------- | --------------- | ----------------- | ----------------------- |
| 1988  | Girl You Know It's True     | 2          | 2              | 3          | 1              | 2                   | 1             | 5             | 2               | 1                 | All or Nothing          |
| 1989  | Baby Don't Forget My Number | 1          | 17             | 16         | 9              | 11                  |               | 4             | 7               | 3                 | All or Nothing          |
| 1989  | Blame It on the Rain        | 1          | -              | 2          | 2              | 1                   | 8             | 6             | 2               | 8                 | Girl You Know It's True |
| 1989  | Girl I'm Gonna Miss You     | 1          | 3              | 3          | 3              | 1                   | 1             | 10            | 1               | 7                 | Girl You Know It's True |
| 1990  | All or Nothing              | 4          | 44             | 74         | 17             | 22                  | 14            | 4             | 9               |                   | The Remix Album         |
| 1990  | Keep On Running             | -          | -              | 76         | 4              | 8                   | 2             | 6             | 7               |                   | The Moment of Truth     |

## Vidéos
| Année | Titre                                | Nom Groupe    | Label  | Notes |
| ----- | ------------------------------------ | ------------- | ------ | ----- |
| 1990  | In Motion (The Hit Video Collection) | Milli Vanilli | 6 West |       |

### Filmographie
- Milli Vanilli - Du hit à la honte d'Oliver Schwehm (de), documentaire, Arte (2016)
- Milli Vanilli, de la gloire au cauchemar (Girl You Know It's True), fiction franco-allemande (2023)